# Luigi Pichler
Luigi Pichler (Roma, 31 gennaio 1773 – Roma, 13 marzo 1854) è stato un incisore italiano, famoso esponente dell’arte della glittica del XVIII secolo.

## Biografia

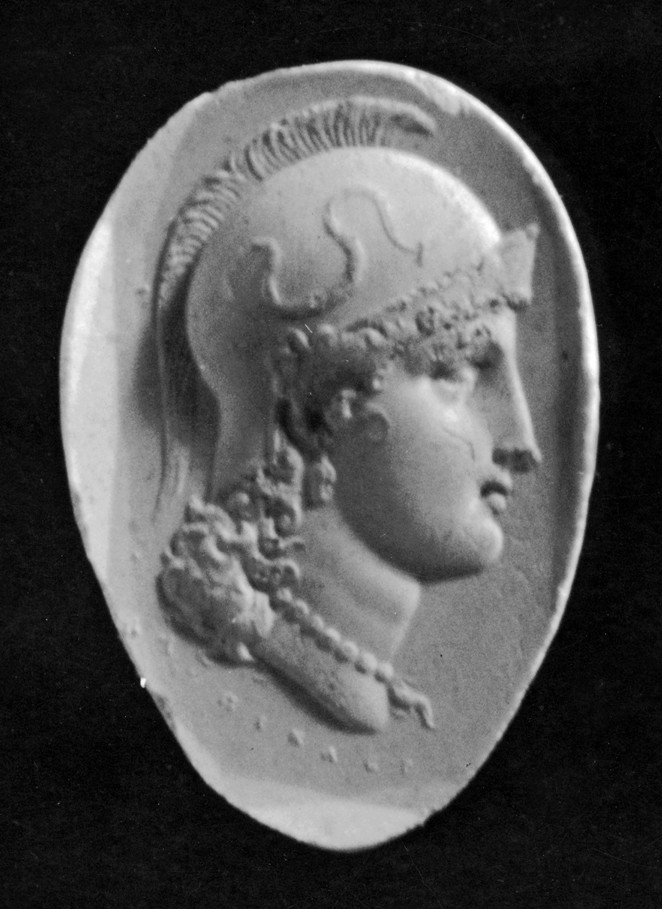
Intaglio della testa di Atena

Luigi Pichler nacque il 31 gennaio 1773 a Roma, figlio di secondo letto di Antonio Pichler (1697-1779) immigrato a Napoli da Bressanone nel Tirolo e poi trasferitosi a Roma nel 1743.

Luigi rimase orfano a sei anni e della sua educazione si fece carico Giovanni, suo fratellastro maggiore, che lo fece istruire da un tutore privato e lo mise per quattro anni a studiare nella bottega del pittore Domenico De Angelis.

Fin da piccolo fu attratto dall'arte dell'intaglio, dedicandosi da adulto interamente a questa sua passione in cui eccelse,
ottenendo innumerevoli onori da papi e sovrani.

Ricevette molte commissioni dal Vaticano e dalle Corti di Francia e d'Austria. All'apice del successo acquistò una splendida casa a Roma dove si tenevano di frequente concerti e rappresentazioni teatrali. Fece numerosi viaggi a Vienna dove venne anche richiesto di fondare una scuola.

Nel 1818 copiò in smalto cinquecento gemme delle collezioni imperiali di Vienna che l'Imperatore desiderava far conoscere a Pio VII. Sempre per Vienna egli fece una copia di tutte le opere di intaglio di suo padre Antonio e di suo fratello maggiore e mentore Giovanni, aggiungendone di proprie che nell'insieme costituivano una collezione storica che spaziava dal 1400 fino ai suoi giorni. Fu accademico di San Luca.

Luigi Pichler è noto per l'eleganza e la grazia con cui seppe riprodurre le opere del Thorvaldsen di cui eseguì anche due ritratti.

Donò il suo ultimo lavoro raffigurante la testa di Aiace a Pio IX che lo fece incastonare in uno scrigno d'oro delle collezioni vaticane, con la segnatura II. L o IIIHLER, L.

Morì a Roma, il 13 marzo 1854 e fu sepolto in San Lorenzo in Lucina, a Roma.

## Opere
- Venere
- Cupido e Psiche
- Apollo
- Testa di Giulio Cesare
- Marte
- Iris
- Il Giorno e la Notte (dal Thorvaldsen)
- due teste di Cristo
- Aiace

Ritratti
- Giovanni Pichler (fratellastro maggiore di Luigi e suo maestro)
- Johann Joachim Winckelmann
- Thorvaldsen due ritratti
- Giuseppe II d'Asburgo-Lorena
- Pio VII
- Gregorio XVI